# 松林镇 (宁南县)
松林镇，原为松林乡，是中华人民共和国四川省凉山彝族自治州宁南县曾经下辖的一个镇。2019年12月，撤销松林镇，其所属行政区域划归竹寿镇管辖。

## 行政区划
松林镇撤销前下辖以下地区：
幸福村、新街村、杨柳村、花山村和卫星村。